# Copa de Guinea-Bisáu
La Copa de Guinea-Bisáu o Taça Nacional da Guiné Bissau es el segundo torneo de fútbol a nivel de clubes más importante de Guinea-Bisáu, se disputa desde 1976 y es organizada por la Federación de Fútbol de Guinea-Bisáu.

## Formato
Pueden participar todos los equipos del país y se juega bajo un sistema de eliminación directa.
El equipo campeón obtiene la clasificación a la Copa Confederación de la CAF.

## Palmarés
| Temporada | Campeón                                                                              | Resultado                                                                            | Finalista                                                                            |
| --------- | ------------------------------------------------------------------------------------ | ------------------------------------------------------------------------------------ | ------------------------------------------------------------------------------------ |
| 1974      | Ajuda Sport de Bissau                                                                |                                                                                      |                                                                                      |
| 1975      | No hubo competición                                                                  | No hubo competición                                                                  | No hubo competición                                                                  |
| 1976      | Sporting Clube de Bissau                                                             | 4–0                                                                                  | Desportivo de Farim                                                                  |
| 1977      | União Desportiva Internacional                                                       | 1–0                                                                                  | Ajuda Sport de Bissau                                                                |
| 1978      | União Desportiva Internacional                                                       |                                                                                      |                                                                                      |
| 1979      | Bula Futebol Clube                                                                   | 2–1                                                                                  | Sport Bissau e Benfica                                                               |
| 1980      | Estrela Negra de Bolama                                                              |                                                                                      |                                                                                      |
| 1981      | Sport Bissau e Benfica                                                               |                                                                                      | Desportivo de Gabú                                                                   |
| 1982      | Ajuda Sport de Bissau                                                                | 1–0                                                                                  | Sport Bissau e Benfica                                                               |
| 1983      | Sporting Clube de Bissau                                                             | 2–1                                                                                  | Sport Bissau e Benfica                                                               |
| 1984      | União Desportiva Internacional                                                       | 4–1                                                                                  | Bula Futebol Clube                                                                   |
| 1985      | União Desportiva Internacional                                                       |                                                                                      |                                                                                      |
| 1986      | Sporting Clube de Bissau                                                             |                                                                                      |                                                                                      |
| 1987      | Sporting Clube de Bissau                                                             | 3–1                                                                                  | Bula Futebol Clube                                                                   |
| 1988      | União Desportiva Internacional                                                       |                                                                                      | Sport Bissau e Benfica                                                               |
| 1989      | Sport Bissau e Benfica                                                               | 2–0                                                                                  | Clube de Futebol "Os Balantas"                                                       |
| 1990      | Desportivo Farim                                                                     |                                                                                      |                                                                                      |
| 1991      | Sporting Clube de Bissau                                                             | 1–0                                                                                  | Sport Bissau e Benfica                                                               |
| 1992      | Sport Bissau e Benfica                                                               | 6–4 (t.e.)                                                                           | Desportivo de Gabú                                                                   |
| 1993      | Sport Portos de Bissau                                                               |                                                                                      |                                                                                      |
| 1994      | Ténis Clube de Bissau                                                                | 2–1                                                                                  | Sporting Clube de Bissau                                                             |
| 1995      | No se disputó debido al conflicto entre el Sport Bissau e Benfica con la Federación. | No se disputó debido al conflicto entre el Sport Bissau e Benfica con la Federación. | No se disputó debido al conflicto entre el Sport Bissau e Benfica con la Federación. |
| 1996      | União Desportiva Internacional                                                       | 4–1                                                                                  | Sport Portos de Bissau                                                               |
| 1997      | No se jugó                                                                           | No se jugó                                                                           | No se jugó                                                                           |
| 1998      | Sport Portos de Bissau                                                               |                                                                                      |                                                                                      |
| 1999      | No se jugó                                                                           | No se jugó                                                                           | No se jugó                                                                           |
| 2000      | No se jugó                                                                           | No se jugó                                                                           | No se jugó                                                                           |
| 2001      | ADR Desportivo de Mansabá                                                            |                                                                                      |                                                                                      |
| 2002      | Mavegro FC (Bissau)                                                                  | 3–1                                                                                  | Sporting Clube de Bafatá                                                             |
| 2003      | Anulada                                                                              | Anulada                                                                              | Anulada                                                                              |
| 2004      | Mavegro FC (Bissau)                                                                  | 1–0                                                                                  | Sporting Clube de Bissau                                                             |
| 2005      | Sporting Clube de Bissau                                                             | 4–2                                                                                  | Atlético Clube Bissorã                                                               |
| 2006      | Sport Portos de Bissau                                                               | 2–1 (t.e.)                                                                           | Sport Bissau e Benfica                                                               |
| 2007      | Desconocido                                                                          | Desconocido                                                                          | Desconocido                                                                          |
| 2008      | Sport Bissau e Benfica                                                               | 2–0 (t.e.)                                                                           | FC Canchungo                                                                         |
| 2009      | Sport Bissau e Benfica                                                               |                                                                                      |                                                                                      |
| 2010      | Sport Bissau e Benfica                                                               | 2–1                                                                                  | Clube de Futebol "Os Balantas"                                                       |
| 2011      | ADR Desportivo de Mansabá                                                            | 3–1                                                                                  | Binar FC                                                                             |
| 2012      | No se jugó                                                                           | No se jugó                                                                           | No se jugó                                                                           |
| 2013      | Estrela de Cantanhez FC                                                              | 1–1 (3-1 pen.)                                                                       | Tigres de São Domingos                                                               |
| 2014      | FC Canchungo                                                                         | 3–1                                                                                  | Estrela Negra de Bissau                                                              |
| 2015      | Sport Bissau e Benfica                                                               | 5–1                                                                                  | Lagartos de Bambadinca                                                               |
| 2016      | No se jugó                                                                           | No se jugó                                                                           | No se jugó                                                                           |
| 2017      | FC Canchungo                                                                         | 1–0                                                                                  | União Desportiva Internacional                                                       |
| 2018      | Sport Bissau e Benfica                                                               | 2–1                                                                                  | FC de Cuntum                                                                         |
| 2019      | Sporting Clube de Bissau                                                             | 5–4 (t.e.)                                                                           | FC Sonaco                                                                            |
| 2020      | Inconclusa debido a la pandemia del COVID-19                                         | Inconclusa debido a la pandemia del COVID-19                                         | Inconclusa debido a la pandemia del COVID-19                                         |
| 2021      | Sport Bissau e Benfica                                                               | 2–0                                                                                  | FC Canchungo                                                                         |
| 2022      | Sport Bissau e Benfica                                                               | 1–0                                                                                  | Sporting Clube de Bissau                                                             |
| 2023      | FC Canchungo                                                                         | 1–1 (4–3 pen.)                                                                       | FC Cupelum                                                                           |
| 2024      | União Desportiva Internacional                                                       | 1–1 (3–1 pen.)                                                                       | Sport Bissau e Benfica                                                               |
| 2025      | FC Pelundo                                                                           | 4–1                                                                                  | GDR Quelelé                                                                          |

## Títulos por club
| Club                                  | Campeón | Años campeón                                               |
| ------------------------------------- | ------- | ---------------------------------------------------------- |
| Sport Bissau e Benfica                | 10      | 1980, 1989, 1992, 2008, 2009, 2010, 2015, 2018, 2021, 2022 |
| União Desportiva Internacional (UDIB) | 7       | 1977, 1978, 1984, 1985, 1988, 1996, 2024                   |
| Sporting Clube de Bissau              | 7       | 1976, 1983, 1986, 1987, 1991, 2005, 2019                   |
| Mavegro Futebol Clube (Ténis Clube)   | 3       | 1994, 2002, 2004                                           |
| Sport Portos de Bissau                | 3       | 1993, 1998, 2006                                           |
| FC Canchungo                          | 3       | 2014, 2017, 2023                                           |
| ADR Desportivo de Mansabá             | 2       | 2001, 2011                                                 |
| Bula Futebol Clube                    | 1       | 1978                                                       |
| Estella Negra de Bolama               | 1       | 1979                                                       |
| Ajuda Sport de Bissau                 | 1       | 1981                                                       |
| Desportivo Farim                      | 1       | 1990                                                       |
| Estrela de Cantanhez FC               | 1       | 2013                                                       |
| FC Pelundo                            | 1       | 2025                                                       |